# Phragmipedium fischeri
Phragmipedium fischeri é uma espécie de orquídea terrestre, família Orchidaceae, que habita a região de Carchi, no Equador.